# 大新站 (庆尚北道)
大新站（：／ Daesin yeok */?）是位于韩国庆尚北道金泉市牙浦邑大新里的一个铁路车站，属于京釜线。

## 历史
- 1916年11月1日，落成使用。
- 1942年2月24日，新的车站站舍竣工。
- 2008年12月1日，客运业务停办。

## 车站周边
- 甘川
- 大新初等学校

## 相鄰車站
韓國鐵道公社
京釜線
金泉－大新－牙浦